# يسرا طارق
يسرا طارق هي ممثلة وصحفية وكاتبة مغربية٬ وهي زوجة الكاتب والروائي المغربي عبد الكريم جويطي برزت كوجه إعلامي متميز من خلال شاشة القناة الثامنة تامازيغت التابعة للشركة الوطنية للإذاعة والتلفزة المغربية.

## حياتها
هي من مواليد بلدة أزغنغان نواحي مدينة الناظور حيث أنهت دراستها الابتدائية، الإعدادية والثانوية٬ وبعد نيلها لشهادة البكالوريا التحقت بجامعة محمد الأول بمدينة وجدة، لتتابع بعد ذلك دراستها بالمعهد العالي التقني ضمن شعبته الخاصة بمجال السمعي البصري بمدينة الرباط..ومن ثم المدرسة العليا للصحافة والإعلام بالدار البيضاء.

## من مؤلفاتها
- الواهمة (رواية) صدرت (2020).[1]

## من أعمالها في التلفزيون والسينما
شاركت في أعمال سينمائية مغربية مرموقة مثل:
- فيلم «ميغيس» لمخرجه جمال بلمجدوب.
- فيلم«وداعا كارمن» لمخرجه محمد أمين بنعمراوي.
- الوشاح الأحمر (فيلم) للمخرج محمد اليونسي.
- فيلم «دقات القدر» للمخرج محمد اليونسي.
- قدمت برنامج «نتات» على القناة الثامنة المغربية.

وتعد يسرا طارق أول ممثلة ريفية تقوم بحلق شعرها كاملا من أجل تشخيص دور سينمائي وهي أهم فنانة وممثلة سينمائية بمنطقة الريف-شمال المغرب وذلك من خلال بصم مشوارها الفني بأعمال مهمة تعبر عن الموروث الثقافي والتاريخي لمنطقة الريف بالمغرب. على مدار سنوات متتالية رسمت الفنانة الريفية ٬يسرا طارق ٬ ملامح مسيرتها الفنيَّة والاعلامية والسينمائية.
وهي إلى جانب التمثيل تحمل صوتا ريفيا جميلا سخرته منذ طفولتها للغناء من أجل القضية والهوية الأمازيغية مستلهمة ابداعها من أنماط موسيقية عريقة لمعظم الفنانين بمنطقة الريف. كما أن ديناميتها الجمعوية منذ الطفولة التي ساهمت في تكوين شخصيتها وأفكارها ٬ حيث عملت رفقة أطر جمعوية على مشاريع تنموية وثقافية وإعلامية مهمة على المستوى الجهوي والوطني٬ ومن أهم المحاور التي عملت عليها في هذا الصدد القضية الأمازيغية٬ الشباب٬ والمرأة٬ وهذا ما مكنها من النجاح في أول تجربة إعلامية لها٬ بعد اختيارها كمعدة ومقدمة لأول برنامج تلفزي بالأمازيغية يهتم بوضعية وحقوق المرأة المغربية ٬حيث بصمت ضمن ذات البرنامج التلفزيوني المعنون بـ«نتات» أي «هي» وهو من إخراج عبد الرحمان الخياط٬ على حلقات متميزة رامت مقاربة النوع ٬المناصفة ٬الإرث ٬تأنيث الفقر...إلخ. وألمحت يسرا طارق عن نيتها للعودة إلى التقديم التليفزيوني من خلال برنامج مناسب يحمل فكرة جديدة وعرض مغاير عن الموجود على السَّاحة الإعلاميَّة

## روابط خارجية
- يسرا طارق على موقع IMDb (الإنجليزية)